# Eraclea Salbace
Heraclea Salbace (greco antico: Ἡράκλεια Σαλβάκη, translitterato: Herakleia Salbake), Heraclea Salbaces (Ἡράκλεια Σαλβάκης - Herakleia Salbakes), Heraclea ad Albanum (Ἡράκλεια πρὸς Ἀλβανῷ - Herakleia pros Albano), Heraclea Albace (Ἡράκλεια Ἀλβάκη) o semplicemente Heraclea o Herakleia (Ἡράκλεια), anche traslitterata come Heracleia, era una città dell'antica Caria.
Il luogo deve essere stato cristianizzato presto poiché è attestato un antico vescovato. Il vescovo Policronio ha rappresentato la città al Concilio di Efeso. Non più una sede residenziale, ma rimane una sede titolare della Chiesa cattolica romana.
Il suo sito si trova vicino a Vakıf, nella provincia di Denizli, nella Turchia anatolica.